# ジークフリート&ロイ
ジークフリート&ロイ（Siegfried & Roy）は、ドイツ系アメリカ人の奇術師かつエンターテイナーの2人組で、ホワイトライオンやホワイトタイガーと共に登場することで最もよく知られていた。構成メンバーは、ジークフリート・フィッシュバッカー（1939年6月13日 - 2021年1月13日）とロイ・ホーン（1944年10月3日 - 2020年5月8日）である。
1990年2月1日からホーンが怪我をして現役を終える2003年10月3日までに、この2人組が行ったショー (Siegfried & Roy at the Mirage Resort and Casino) は、ネバダ州ラスベガスで最も集客があったショーだと見なされている。2004年8月から2005年5月まで、この2人はアニメ番組『アニマル天国は今日も晴れ』の製作総指揮を務めた。

## 前半生
フィッシュバッカーとホーンはドイツで生まれ育った。彼らは米国に移住して、1988年に帰化市民となった。

### ジークフリート
ジークフリート・フィッシュバッカーは、1939年6月13日にドイツのバイエルン州ローゼンハイムで父マルティンと母マリア・フィッシュバッカーの間に生まれた。母親は主婦で、父親は第二次世界大戦中にソ連で捕虜になった職業画家だった。フィッシュバッカーは子供の頃に奇術の種明かしに関する本を購入して、奇術を練習するようになった。1956年にイタリアに移住して、ホテルで働き始めた。
やがてフィッシュバッカーは、デルマーレという芸名で船上で奇術を披露する仕事を見つけた。船上での披露中にホーンと出会い、ショーで自分を補佐するよう彼に依頼した:33。フィッシュバッカーとホーンは、生きたチーターを船内に持ち込んだためにその船から解雇されたが、ニューヨークに拠点を置くクルーズ船にスカウトされ、2人組として一緒にパフォーマンスを始めた。

### ロイ
ロイは1944年10月3日、ドイツのオルデンブルク自由州ノルデンハムで 、爆撃の最中に 母ヨハンナ ・ホーンよりウーベ・ルートヴィヒ・ホーン (Uwe Ludwig Horn) として生まれた。父親は第二次世界大戦で死亡し、母親は戦争が終わった頃に建設労働者と結婚した。ホーンにはマンフレッド、アルフレッド、ヴェルナーという3兄弟がいた。ホーンは幼い頃に動物に興味を持ち 、ヘクセ（魔女）という小犬を飼っていた。家族の友人がブレーメン動物園の創設者で、ホーンは10歳から諸外国の動物と触れ合うことができた:25-31 。ホーンは13歳で学校をやめた。彼はクルーズ船でウェイターとして働き、そこでフィッシュバッカーと出会って自身のパフォーマンス職を始めた。

## 経歴
ブレーメンにあるアストリア劇場の支配人は、カリブ海のクルーズ船に乗ってフィッシュバッカーとホーンの演技を見て、自分のナイトクラブで披露するためにこの2人組を採用した。これが2人でヨーロッパのナイトクラブ巡りをする経歴の始まりで、彼らはトラとパフォーマンスするようになった。パリでの公演で彼らはトニー・アジーの目に留まり、1967年に彼がラスベガスに来るよう依頼した。彼らはプエルトリコでしばし時間を過ごし、そこに不動産を購入した可能性がある:51。
1981年、アーヴィン&ケネス・フェルド・プロダクションズ（現:Feld Entertainment Inc.）のケン・フェルドは、ネバダ州のカジノホテル (New Frontier Hotel and Casino) で彼らと一緒に"Beyond Belief"というショーを開始した。1988年第3四半期の世界ツアーで、このショーの改良版が組み入れられた
1988年10月、フィッシュバッカーとホーンは米国市民に帰化した。
彼らの経歴中、フィッシュバッカーとホーンは交際していたようだが、彼らは私生活を語ることを避けていた

## 2003年トラによる事故
ホーンの誕生日でもあった2003年10月3日、ラスベガスのカジノリゾートミラージュ (ホテル)で行われたショーにて、マンタコア (Mantacore) という7歳のホワイトタイガーがホーンを襲った。演技の一環として、しかし脚本とは違ってホーンはマンタコアの口にマイクを持っていき、観客に「こんにちは」の挨拶を (say "hello") するよう伝えた。マンタコアはホーンの袖に噛み付いて応じた。ホーンはトラを叩いて「離せ！」と叫び、待機していた調教師が食肉でトラの気を逸らそうとするも上手くいかなかった。ホーンの後ずさりによって駆り立てられた可能性があるが、トラはホーンに飛び乗ると、彼の足を振り回して彼を足から叩き落した。
舞台裏から調教師が救援に駆け込むと、そのトラはホーンの首に噛み付いて、まるで子猫を口の中に入れて運ぶように舞台の外まで引きずっていった。調教師は、やれる最終手段であるCO2消火器を吹き付けて、トラにホーンを解放させた。
この攻撃がホーンの脊椎に深刻な被害を負わせ、大量出血をもたらし、体の様々な箇所に重傷を負わせて、彼の運動能力と言語能力を恒久的に害する結果となった。彼はまた、マンタコアが舞台裏に彼を引きずっていく前後に脳卒中を起こした。
病院に運ばれながらも、ホーンは「マンタコアは素晴らしい猫なんです。マンタコアに危害を加えないでください」と語ったという。彼は翌年9月の『ピープル』に、自分が脳卒中を起こした後にマンタコアが自分を安全に引きずろうとしてくれたことで命が救われたと語った。この事件で同ホテルは267人のスタッフを擁するこのショーを終わらせることにした。
調教師のクリス・ローレンスは後に、トラがホーンを攻撃した理由についてジークフリート&ロイの説明とは食い違う、ホーンによるマンタコアの間違った取り扱いによるものだと主張した。2人はローレンスの主張を却下して「彼の生活にどこか問題があった」と述べた。ローレンスは後に、2人が自分達のイメージを守るために攻撃の本当の理由を隠蔽したと確信している、と語った。

## 余波と引退

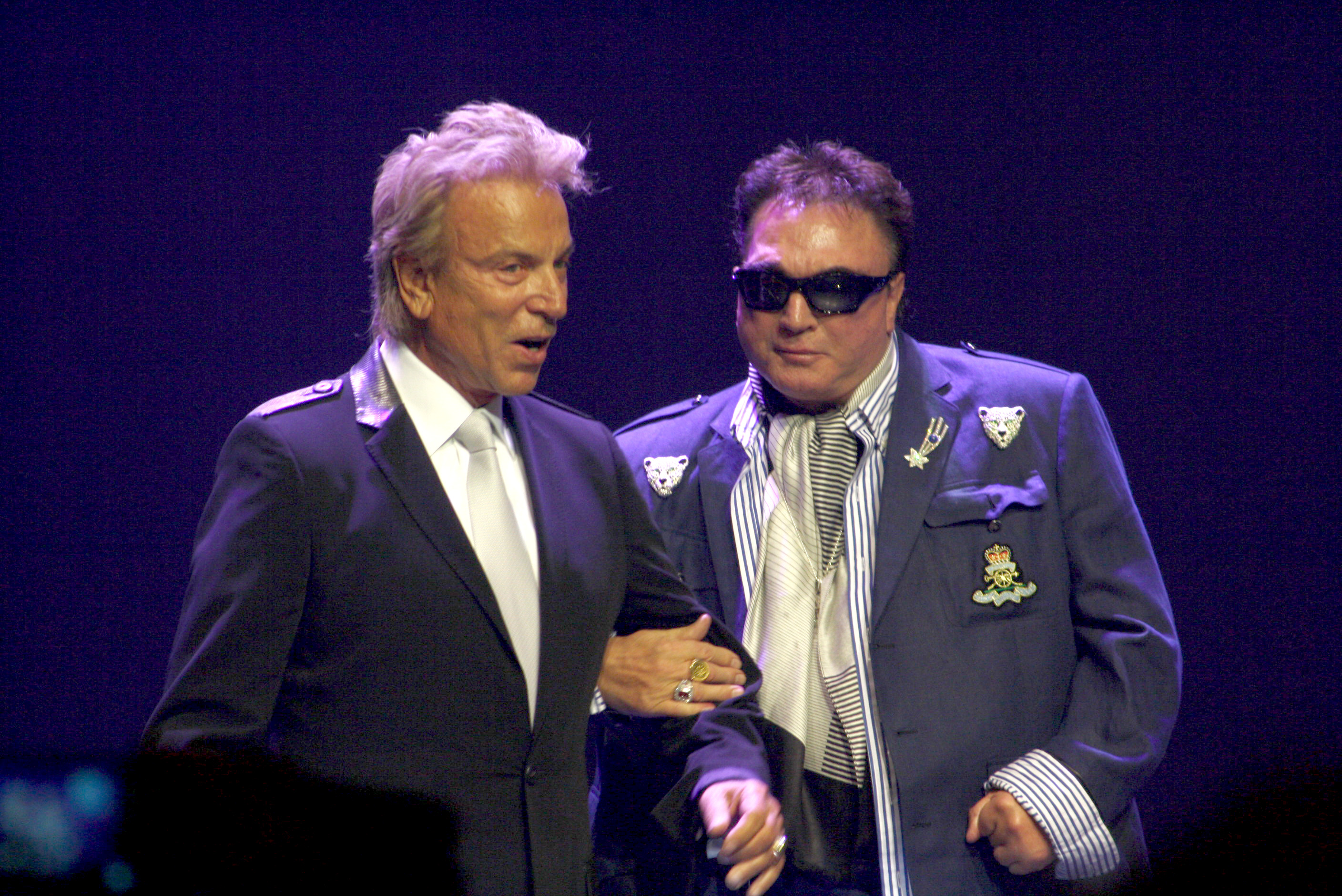
ジークフリート&ロイ（2012年4月）

2004年8月、彼らの舞台が『アニマル天国は今日も晴れ』の根幹となった。リリース直前、2003年10月にマンタコアの攻撃を受けてからはホーンの状態が改善してジークフリート&ロイが製作続行をNBCに促すまで、このシリーズはほぼ中断された。2006年3月までに、ホーンはフィッシュバッカーに介助されながら話したり歩いたりしており、パット・オブライエンのテレビニュース番組『ジ・インサイダー』に出演して日々のリハビリについて対談した。
2009年2月、この2人はル・ルボ脳研究所 (Lou Ruvo Brain Institute) でマンタコアと最後の出演を果たした 。彼らの演技はABCテレビの『20/20』という番組で放送された
2010年4月23日、フィッシュバッカーとホーンはショービジネスを引退した。長年のマネージャーであるバーニー・ユーマンは「前回幕を下ろした時、我々は非難をさほど受けませんでした」「これでお別れです。文末の終止符になります」と語った。
2014年3月19日、マンタコアは短い病気の後に死亡した。彼は17歳だった。
2016年6月、ジークリート＆ロイが自分達の半生を記録した自伝映画を制作する、とフィリップ・シュテルツェル監督が発表した。

### ホーンの病気と死
2020年4月28日、ホーンが「新型コロナウイルス (COVID-19) で陽性となり、治療の予後は現在良好である」 と広報担当者は発表した。しかし彼の容体は悪化し、ネバダ州で新型コロナが大流行していた時期の2020年5月8日にラスベガスの病院で死去、享年75歳だった。2人の広報担当デイブ・カービンがホーンの死を発表し、その病気に由来する合併症が原因であると述べた 。長年の相棒であったフィッシュバッカーは「世界は偉大なマジシャンを失い、私は親友を失いました」とコメントした。

### フィッシュバッカーの死
2021年1月11日、フィッシュバッカーは末期膵臓癌を患っていると発表した 。2日後の2021年1月13日に彼はラスベガスで死去、享年81歳だった。この訃報に際して、世界的な奇術師のデビッド・カッパーフィールドがフィッシュバッカーへの追悼コメントを寄せた。

## フィルモグラフィ
- 『ジークフリート＆ロイ: Masters of the Impossible』(1996)[39]
- 『ベガス・バケーション』(1997)[32]
- 『ジークフリート＆ロイ マジック・ボックス』 (1999)[40]
- 『オーシャンズ11』(2001)[32]
- 『ショウボーイ』(2002)[41][42]

### テレビ
- 『アニマル天国は今日も晴れ』(2004-2005)[43][44]
- 『ジークフリート＆ロイ The Magic Returns』(2009年3月6日)[45]